# Пельциг, Октавий Оттович
Октавий Оттович Пельциг (1817—1886) — военный инженер-кораблестроитель, председатель Кораблестроительного отделения Морского технического комитета, инженер-генерал-майор.

## Биография
Октавий Оттович Пельциг родился 3 мая 1817 года в городе Феллин Лифляндской губернии (ныне город Вильянди, Эстония). Принадлежал к сословной группе обер-офицерских детей.
С 21 августа 1830 года стал воспитанником Кондукторских рот Учебного морского рабочего экипажа (до 1827 года — Училище корабельной архитектуры), по окончании учёбы 8 июня 1838 года был произведён в прапорщики. Получил назначение в Санкт-Петербургский порт, но уже 28 сентября 1838 года переведён в Астраханский порт, в котором занимался строительством и ремонтом кораблей до 1850 года. В 1846 году был произведён в чин поручика.
С 1850 года проходил службу в Ревельском порту. В 1855—1856 годах исправлял должность помощника капитана над Ревельским портом. С 1856 года состоял совещательным членом Кораблестроительного технического комитета, 5 декабря 1859 года капитан Пельциг вновь был назначен в Астраханский порт на должность старшего судостроителя. Принимал участие в работах по введению в эксплуатацию нового деревянного плавучего дока и организации постройки 4 железных транспортов и трёх пароходов для Каспийской флотилии, строительстве двух новых верфей.
31 марта 1860 года назначен инспектором корабельных работ Астраханского порта и 17 октября того же года произведён в подполковники. 26 декабря 1866 года, после упразднения Астраханского порта, был определён штатным корабельным инженером Бакинского порта. 1 января 1867 года произведён в полковники.
9 мая 1870 года О. О. Пельциг получил новое назначение в Санкт-Петербург — членом Кораблестроительного отделения Морского технического комитета. С 1872 года являлся членом от Морского ведомства в учреждённой при Министерстве финансов Комиссии по вопросу об устройстве таможенного крейсерства, в 1873 году — членом Комиссии по улучшению положения Сибирской флотилии и Приамурского края. 31 марта 1874 года за отличие по службе был пожалован в чин генерал-майора. В 1882—1883 годах исправлял должность председателя Кораблестроительного отделения Морского технического комитета.
О. О. Пельциг неоднократно печатался в журнале «Морской сборник», в частности статья «Несколько слов о россыпях на устьях реки Волги» была опубликована журнале в 1863 году.
Умер Октавий Оттович Пельциг 17 февраля 1886 года в Санкт-Петербурге. Погребён в г. Феллине Лифляндской губернии.